# 日本プロレタリア芸術連盟
日本プロレタリア芸術連盟（にほんプロレタリアげいじゅつれんめい、略称はプロ芸）は、1920年代のプロレタリア文学の団体である。

## 概要
1925年に結成された、日本プロレタリア文芸連盟（プロ連）は、当時のプロレタリア文学の中心的な組織として活動していた。プロ連は、1926年11月、アナーキスト系のひとびとをはずして、再組織し、日本プロレタリア芸術連盟と名称を変えた。このとき、委員長は山田清三郎、書記長は小堀甚二、委員には中野重治、林房雄、佐々木孝丸、柳瀬正夢たちが選ばれた。雑誌『文芸戦線』が機関誌として機能していた。
ところが、1927年2月、『無産者新聞』に掲載された鹿地亘の「所謂社会主義文芸を克服せよ」という論文は、芸術を「大衆への進軍ラッパ」とする立場から、プロレタリア文学運動を批判するものであり、その受け止め方をめぐって対立が起こった。そして、6月、葉山嘉樹、林房雄、蔵原惟人、黒島伝治、村山知義らがプロ芸から除名され、かれらは労農芸術家連盟（労芸）を発足させた。また、友好関係にあった演劇集団前衛座も、久板栄二郎、佐野碩たちが脱退し、トランク劇場をあらため、劇団プロレタリア劇場をつくった。その結果、プロ芸に残ったのは、中野重治、鹿地亘、まつやまふみおたちであった。
プロ芸は、あたらしく、機関誌『プロレタリア芸術』を創刊した。中野重治「交番前」、窪川いね子（佐多稲子）「キャラメル工場から」などの作品が掲載された。
1928年3月の、三・一五事件の弾圧は、プロレタリア文学の分野での統一をうながし、労芸から分かれてできた前衛芸術家同盟（前芸）と合同し、全日本無産者芸術連盟（ナップ）が結成され、新しい機関誌『戦旗』が創刊され、組織は発展的解消をとげた。